# Souloulou
Souloulou (auch: Tsouloulou) ist ein Dorf in der Stadtgemeinde Guidan Roumdji in Niger.

## Geographie
Das von einem traditionellen Ortsvorsteher (chef traditionnel) geleitete Dorf liegt am Nordufer des temporär wasserführenden Trockentals Goulbi de Maradi an der Staatsgrenze zu Nigeria. Hier befindet sich ein Grenzübergang. Die nächstgelegene größere Stadt in Nigeria ist das etwa 12 Kilometer entfernte Sabon Birni. Das Stadtzentrum von Guidan Roumdji befindet sich rund 30 Kilometer östlich von Souloulou. Die Stadtgemeinde gehört zum Departement Guidan Roumdji in der Region Maradi.
Souloulou hat vier Ortsteile, die ursprünglich eigenständige Dörfer waren: Souloulou Magagi, Souloulou Sarkin Baoura (Souloulou Baoura), Souloulou Sarkin Foulani (Souloulou Foulani) und Souloulou Sarkin Noma. Das Gebiet in und um Souloulou gilt als das unsicherste im Gemeindegebiet von Guidan Roumdji. Grenzüberschreitender Viehdiebstahl, Raubüberfälle, Wegelagerei und Drogenmissbrauch sind weit verbreitet.

## Geschichte
Das Armed Conflict Location and Event Data Project erfasste für das erste Quartal 2024 in der Region Maradi insgesamt 27 gewaltsame Konfliktfälle mit 23 Toten und nannte Souloulou unter den betroffenen Orten.

## Bevölkerung
Bei der Volkszählung 2012 hatte Souloulou 5424 Einwohner, die in 790 Haushalten lebten. Bei der Volkszählung 2001 betrug die Einwohnerzahl 3766 in 515 Haushalten und bei der Volkszählung 1988 belief sich die Einwohnerzahl auf 2617 in 475 Haushalten.

## Wirtschaft und Infrastruktur
Im Dorf gibt es einen Markt. Die Markttage sind Mittwoch und Sonntag. Der Markt wurde nach 1960, dem Jahr der staatlichen Unabhängigkeit Nigers, etabliert. In Souloulou wird Saatgut für Augenbohnen und Hirse produziert. Mit einem Centre de Santé Intégré (CSI) ist ein Gesundheitszentrum im Ort vorhanden. In jedem der vier Ortsteile gibt es eine Schule. Als staatliche islamische Schule für Kinder wurde 2007 außerdem eine Medersa gegründet. Die Niederschlagsmessstation in Souloulou wurde 1981 in Betrieb genommen.